# メドウ・ウィリアムズ
Meadow Williams（1966年2月10日 - ）は、アメリカの女優、プロデューサー。彼女のキャリアは、『ビバリーヒルズ・コップ3』（1994年）、『マスク』（1994年）、『アポロ13』 （1995年）などの映画に小さな役で出演することから始まった。 2000年代に入ると、映画プロデューサーとして活動を始め、『The Harvest』（2013年）、『ザ・アウトロー』（2018年）、『アフター』（2019年）などに関わっている。

## 人生とキャリア
フロリダ州マイアミで生まれ、テネシー州で育った。高校時代から芸能活動を始め、後にニューヨークでモデルとして活動した。ニューヨークでは、ラリー・モス・スタジオで演技を学び、その後、ロサンゼルスに移り、『ジェシカおばさんの事件簿』、『Dream On』、『Married...with Children』などのテレビシリーズに出演するようになった。また、映画『ビバリーヒルズ・コップ3』（1994年）、『マスク』（1994年）、『アポロ13』（1995年）にも出演している。
2008年、ウィリアムズはインディペンデント映画の製作と出演を始め、『Skeletons in the Desert』（2008年）、『Raven』（2010年）、『Mysteria』（2011年）では主役を務めた。2013年のホラー映画『The Harvest』では、プロデューサーを務め、サマンサ・モートンと共演したほか、アクション映画『ザ・アウトロー』（2018年）や恋愛ドラマ『アフター』（2019年）などにも出演している 。2017年には、ウェブシリーズ『The Bay』のプロデューサーとして、デイタイム・エミー賞のOutstanding Digital Daytime Drama Seriesを受賞した。2018年のアクション映画『バックトレース』ではシルヴェスター・スタローンと共演し 、2019年のスリラー映画『10ミニッツ』ではブルース・ウィリスと共演した。さらに、ドラマ映画『Axis Sally』で枢軸サリーと呼ばれたミルドレッド・ギラース役を演じ、アル・パチーノと共演した。

## 私生活
ジェラルド・ケスラーと出会ったとき、彼女はすでに別の男性と結婚していた。2002年、彼女は2番目の夫となるジェラルド・ケスラーと出会った。ケスラーは31歳年上のビタミン界の大物マルチミリオネアであった 。2010年、ケスラーはついに55年間連れ添った妻のベティ・ケスラーと離婚し、ウィリアムズと結婚した。ケスラーは2015年に亡くなり、8億ドルの遺産のほぼすべてがウィリアムズに譲渡された  。2017年からは、俳優のスウェン・テンメルと交際している。

## フィルモグラフィー
| 年   | 作品名                               | 役                     | 備考                       |
| ---- | ------------------------------------ | ---------------------- | -------------------------- |
| 1989 | The Nutzoids at Cannibal Cove        | Bitsy                  |                            |
| 1994 | Turn of the Blade                    | Calendar Girl          |                            |
| 1994 | ビバリーヒルズ・コップ3              | Spider Rider           |                            |
| 1994 | マスク                               | Pebbles                |                            |
| 1995 | アポロ13                             | Kim                    |                            |
| 1995 | Virtual Seduction                    | Hostess                | テレビ映画                 |
| 1999 | NewsRadio                            | Julie                  |                            |
| 2000 | The Extreme Adventures of Super Dave | Girl Driver            |                            |
| 2001 | Soulkeeper                           | Buxom Babe             |                            |
| 2003 | The Box                              | Dancer                 |                            |
| 2004 | Uh Oh!                               | Tara                   |                            |
| 2004 | Miss Cast Away                       | Flight Attendant       | テレビ映画                 |
| 2008 | Jack Rio                             | Andrea Shane           | 兼プロデューサー           |
| 2008 | Skeletons in the Desert              | Casey Stevens          | 兼プロデューサー           |
| 2010 | Light Years Away                     | Misty                  |                            |
| 2010 | Raven                                | Raven                  | 兼プロデューサー           |
| 2011 | Mysteria                             | Lavinia                |                            |
| 2011 | Sebastian                            | Miranda Barnes         |                            |
| 2013 | The Harvest                          | Sandra                 | 兼プロデューサー           |
| 2014 | ミッシング・デイ                     | Barmaid                |                            |
| 2014 | ゲットバッカーズ                     | Phyllis                |                            |
| 2016 | Officer Downe                        | Mother Supreme         |                            |
| 2017 | The Intruders                        | Lily                   | 兼プロデューサー、ライター |
| 2018 | ザ・アウトロー                       | Holly                  | 兼製作総指揮               |
| 2018 | バックトレース                       | Erin                   | 兼製作総指揮               |
| 2019 | アフター                             | Professor Soto         | 兼プロデューサー           |
| 2019 | 10ミニッツ                           | Claire                 | 兼製作総指揮               |
| 2019 | 大脱出3                              |                        | 製作総指揮                 |
| 2020 | コンティニュー                       | Pam                    |                            |
| 2020 | Broken Soldier                       | Mrs. Ancilla           |                            |
| 2020 | A Place Among the Dead               | Alex                   |                            |
| 2021 | Axis Sally                           | ミルドレッド・ギラース | 兼製作総指揮               |
| 2021 | Wash Me in the River                 | Zeppelin               |                            |
| TBA  | American Boogeywoman                 |                        | Post-production            |